# Španělsko na Letních olympijských hrách 2004
Španělsko se účastnilo Letní olympiády 2004. Zastupovalo ho 317 sportovců (177 mužů a 140 žen) v 27 sportech.

## Medailisté
| Medaile | Jméno                                                                      | Sport                | Soutěž                           |
| ------- | -------------------------------------------------------------------------- | -------------------- | -------------------------------- |
| Zlato   | David Cal                                                                  | Kanoistika           | muži C1 1000 metrů               |
| Zlato   | Gervasio Deferr                                                            | Sportovní gymnastika | Muži přeskok                     |
| Zlato   | Xabier Fernández Iker Martínez de Lizarduy                                 | Jachting             | třída 49er                       |
| Stříbro | Francisco Javier Fernández                                                 | Atletika             | Muži chůze na 20 km              |
| Stříbro | David Cal                                                                  | Kanoistika           | muži C1 500 metrů                |
| Stříbro | José Antonio Hermida                                                       | Cyklistika           | Muži cross-country               |
| Stříbro | José Antonio Escuredo                                                      | Cyklistika           | Muži keirin                      |
| Stříbro | Joan Llaneras                                                              | Cyklistika           | Muži bodovací závod              |
| Stříbro | Beatriz Ferrerová-Salatová Juan Antonio Jimenez Ignacio Rambla Rafael Soto | Jezdectví            | Drezura - družstvo               |
| Stříbro | Rafael Trujillo                                                            | Jachting             | třída Finn                       |
| Stříbro | Sandra Azón Natalia Vía Dufresne                                           | Jachting             | Ženy Třída 470                   |
| Stříbro | María Quintanal                                                            | Sportovní střelba    | Ženy trap                        |
| Stříbro | Conchita Martínezová Virginia Ruanová Pascualová                           | Tenis                | Ženy čtyřhra                     |
| Stříbro | Javier Bosma Pablo Herrera                                                 | Plážový volejbal     | Muži                             |
| Bronz   | Manuel Martínez                                                            | Atletika             | Muži vrh koulí                   |
| Bronz   | Joan Lino Martínez                                                         | Atletika             | Muži skok do dálky               |
| Bronz   | Sergi Escobar                                                              | Cyklistika           | Muži stíhací závod (jednotlivci) |
| Bronz   | Carlos Castaño Sergi Escobar Asier Maeztu Carlos Torrent                   | Cyklistika           | Muži stíhací závod (družstvo)    |
| Bronz   | Beatriz Ferrerová-Salatová                                                 | Jezdectví            | Drezura - jednotlivci            |
| Bronz   | Patricia Moreno                                                            | Sportovní gymnastika | Ženy prostná                     |